# Колдвотер (Мисисипи)
Колдвотер (енгл. Coldwater) град је у америчкој савезној држави Мисисипи.

## Демографија
По попису из 2010. године број становника је 1.677, што је 3 (0,2%) становника више него 2000. године.
| Група             | 2000.         | 2010.         |
| Белци             | 492 (29,4%)   | 369 (22,0%)   |
| Афроамериканци    | 1.167 (69,7%) | 1.269 (75,7%) |
| Азијати           | 2 (0,1%)      | 3 (0,2%)      |
| Хиспаноамериканци | 7 (0,4%)      | 24 (1,4%)     |
| Укупно            | 1.674         | 1.677         |